# Белоусов, Иван Иванович
Ива́н Ива́нович Белоу́сов (10 августа 1958, Юртовка, Перелюбский район Саратовской области, СССР) — советский и российский тренер по дзюдо и самбо, Заслуженный тренер России.

## Биография
Первым в Тольятти выполнил норматив на звание «Мастер спорта СССР по дзюдо», тренером был И. М. Козлов.
В дальнейшем сам перешёл на тренерскую работу. В 1988 году окончил Пензенский педагогический институт по специальности учитель физической культуры.
Более 35 лет занимается подготовкой спортсменов. В настоящее время работает тренером-преподаватель по дзюдо и самбо МБУ СШОР № 13 "Волгарь"  в городе Тольятти. За годы работы подготовил ряд победителей и призёров международных и всероссийских соревнований.
Среди воспитанников Ивана Белоусова двукратный бронзовый призёр чемпионата России по дзюдо Алексей Сидоренко, победитель первенства мира по самбо Андрей Салмин, бронзовый призёр чемпионата России по дзюдо Арсений Волощук.
Заслуженный тренер России.